# Вулиця Гірника (Львів)
Вулиця Гірника — вулиця у Залізничному районі міста Львова, в місцевості Сигнівка. Пролягає від вулиці Вагонної углиб забудови та завершується глухим кутом. Прилучається вулиця Годованця.

## Історія
Виникла у першій третині XX століття у складі передміського селища Сигнівка. Після входження селища до меж міста 11 квітня 1930 року, вулиці колишнього села були перейменовані або ж новоутвореним вулицям надавалися певні назви. Так, у 1934 році вулиця отримала назву Вагонова бічна. Ця назва збереглася до 1993 року, коли вулицю було перейменовано на честь Олекси Гірника, українського дисидента, політв'язня, котрий у 1978 році вчинив акт самоспалення на Чернечій горі біля могили Шевченка в Каневі на знак протесту проти русифікації України.

## Забудова
З парного боку вулиця Олекси Гірника забудована одноповерховими приватними садибами 1930-х років, з непарного боку, під № 1 розташований житловий десятиповерховий будинок, зведений у 1990-х—2000-х роках для родин військових, згодом до нього прибудовано ще й п'ятиповерховий житловий будинок, що має № 1а.